# Golfo Aranci
Golfo Aranci (sardisk: Fìgari) er en by og en kommune (comune) i provinsen Sassari i regionen Sardinien i Italien. Byen ligger i 19 meters højde og har 2.452 indbyggere (2016). Kommunen har et areal på 37,43 km² og grænser til kommunerne Olbia.